# راشد الحربي
راشد الحربي (مواليد 21 أبريل 2000) هو لاعب كرة قدم قطري يلعب لخط الوسط .

## مسيرة اللاعب
لعب سابقاً في نادي الغرافة و نادي الخريطيات.